# Dolní Újezd (okres Svitavy)
Obec Dolní Újezd (německy Unteraujesd) se nachází v okrese Svitavy v Pardubickém kraji. Leží na východě Čech, 6 km jihozápadně od Litomyšle a asi 11 km od historické zemské hranice s Moravou, v mírně zvlněné krajině na okraji českomoravské vrchoviny. Je malebně rozložena v členitém terénu po obou stranách údolí říčky Desné. Nejnižší nadmořská výška je 370 m, nejvyšší místo je 436 m n. m.
Dnešní obec vznikla splynutím řady menších vsí a osad, po nichž zůstaly zachovány místní názvy jako Rovinka, Malvařice, Praha, Pazucha, Víska, Žďár, Přibiňoves, Kabatoves, Záves, Bořkov a Dolečka. Součástí obce jsou menší osady Jiříkov (založen roku 1785 Jiřím z Valdštejna) a Václavky (založeny r. 1730 Václavem Trautmansdorfem). Žije zde přibližně 2 000 obyvatel.

## Části obce
- Dolní Újezd
- Jiříkov
- Václavky

## Historie
První písemná zmínka o obci pochází z roku 1167. Nálezy pražských grošů (1902) Václava II., Jana Lucemburského a Karla IV., mince byly uloženy pravděpodobně k roku 1346 a v roce 1887 nalezen depot 351 pražských grošů v hrnci z období vlády Karla IV. a Václava IV. Po založení biskupství v Litomyšli roku 1344 přechází větší část majetku kláštera i na biskupství. Jeho soupisem pověřil papež Kliment VI. vratislavského biskupa Předslava z Pogorelly. Podle listiny z roku 1347 se dostává „Újezd v plné rozlehlosti až k Chotěnovu“ („Uyezd usque in Chocinow ascendento“), s výjimkou protékající řeky Desné, pod správu biskupství. I po zániku biskupství v husitských válkách sdílí Újezd, stejně jako většina obcí v okolí společné osudy s litomyšlským panstvím.
V roce 1785 měl Dolní Újezd na 251 popisných čísel. V roce 1869 postaven klenutý most u Kerhartova mlýna (čp. 194) z pískovcových kvádrů, ozdobený třemi sochami svatých. V roce 1875 byla postavena silnice do Vidlaté Seče. V srpnu 1889 v odpoledních hodinách postihl Dolní Újezd velký požár, při němž bylo zničeno šest chalup. Asi od roku 1893 měla obec obvodního lékaře. Roku 1899 v obci založena parní mlékárna a roku 1912 hospodářský lihovar. V letech 1906–1908 byl postavena silnice z Dolního Újezda do Horního Újezda. Výnosem c. k. místodržitelství v Praze ze dne 31. října 1910 obec získala právo čtyř dobytčích trhů. První se konal za velkého nadšení 18. prosince 1911. Dne 19. července 1914 byl odhalen před budovou „nové“ školy pomník Lukáše Pakosty. Poštovní a autobusové spojení obce do Proseče bylo zavedeno v roce 1921. Dne 6. dubna 1924 položen základní kámen Sokolovny. Od roku 1925 proběhla elektrifikace obce firmou „Ves“ z Prahy, 18. září 1925 se začalo v obci svítit, stavba dokončena v roce 1926 v celkové hodnotě 632 556 Kč. Dne 23. ledna 1926 zakoupil Sokol biograf a 9. května 1926 se konalo první představení. Během června 1927 byla obec telefonicky spojena s Litomyšlí. 21. března 1928 v odpoledních hodinách za přispění silného větru se na Pazuše rozšířil velmi rychle požár, kterému padlo za oběť 5 statků, 5 stodol, 4 hospodářské živnosti, 3 chalupy, jedna chalupa u Švejdova mlýna a 2 chalupy na Rovince. K požáru se dostavilo 20 stříkaček ze všech okolních obcí a měst. Dne 18. července 1928 proběhla kolaudace nově postavené silnice z Trstenic do Dolního Újezdu. Na podzim bylo v okolí silnice vysázeno na 776 třešní.
Ke dni 4. 2. 2008 zde žilo 1993 obyvatel.

## Pamětihodnosti

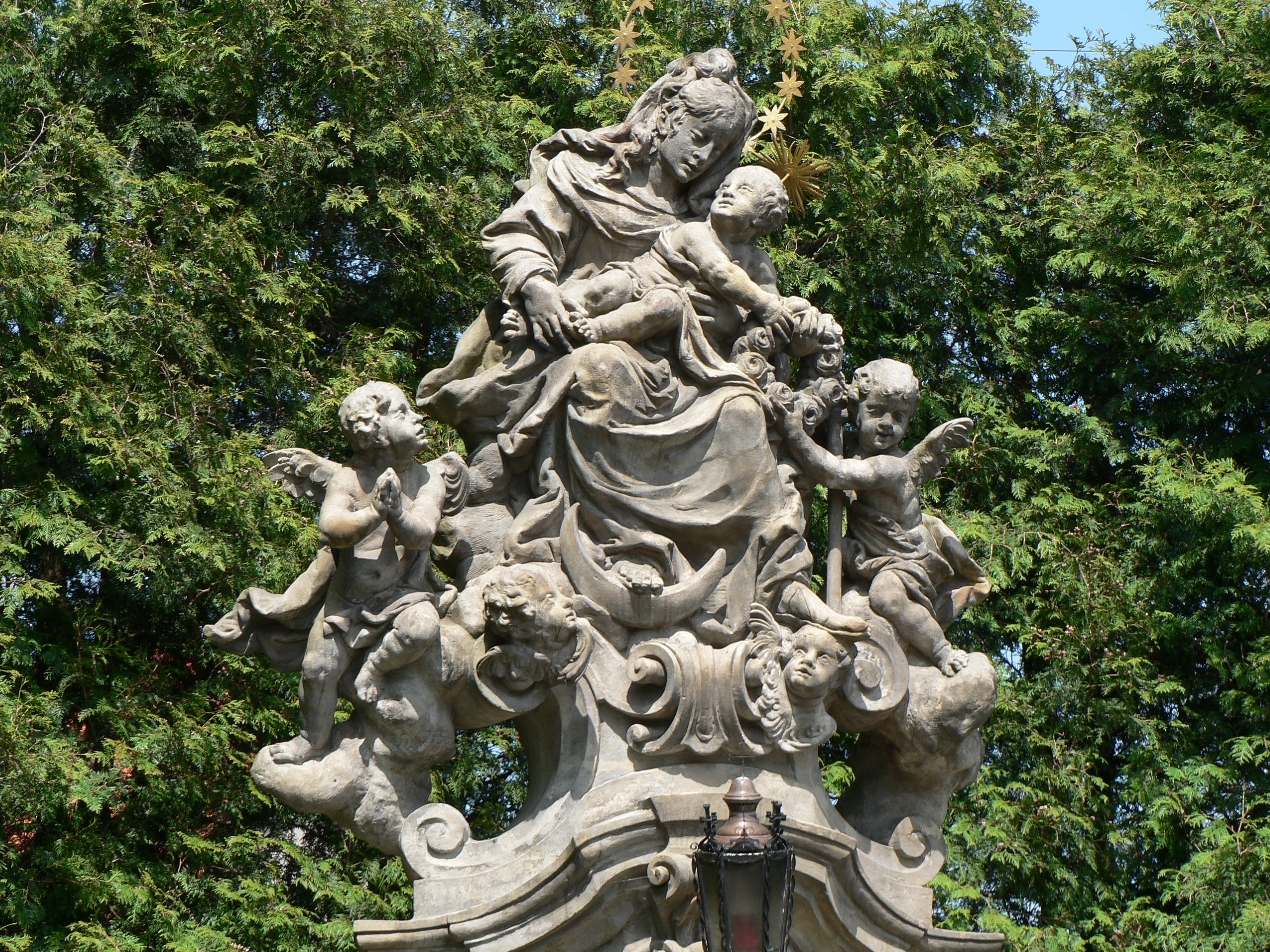
Sousoší Panny Marie

### Kostel svatého Martina
Původně románský tribunový kostel (asi 1. polovina 13. století). Z gotického období pochází přístavba presbytáře, předsíně a sakristie, jižní portál byl upraven renesančně (1553). Portál věže a kružby v oknech jsou z úprav koncem 17. století.

### Další pamětihodnosti
- Zvonice před kostelem, v přízemí s hřbitovní bránou z roku 1646, s dřevěným patrem
- Sousoší Panny Marie (Jiří František Pacák, 1737). Postaveno růženeckým bratrstvem spolu se 3 kapličkami, které se užívaly jako oltáře při průvodu o Božím Těle. Jedna z nich byla v roce 1908 zbourána stavbou školní budovy.[5]
- Socha sedláka na návsi – památník selských bouří z roku 1680, návrh Jan Štursa (1914)
- Lidová architektura atriových domů

## Rodáci
- Martin František Vích (1921–2008), katolický kněz a petrin, politický vězeň

### Exulanti
Stejně jako z Pusté Kamenice a jiných míst odcházeli v době temna do exilu i nekatolíci z Dolního Újezda. Jedním z nich byl Jan Ondřej Štětina (*asi 1705 Dolní Újezd – 27.2.1804 Friedrichův Hradec, pruské Slezsko). Jan Ondřej Štětina emigroval v r. 1732 do Uher. Odtud byl později, už jako nekatolický kazatel s rodinou, vykázán a v roce 1754 byl potvrzen jako kazatel v nově vznikající české kolonii Friedrichův Hradec. Patří mezi zakladatele této obce. V roce 1783, dva roky po vydání tolerančního patentu, odjel se dvěma syny navštívit své rodiště. V Čechách byli všichni uvězněni a na císařův rozkaz (dne 25.9.1783 projížděl císař Litomyšlí) měl Jan Ondřej Štětina nastoupit kazatelskou službu v Bučině. To on ale neudělal, jakmile dne 7.1.1784 obdržel pas, odjel zpátky do Friedrichova Hradce a už nevrátil. Farářem v Bučině se roku 1784 stal jeho syn Jakub Teofil Štětina.
Potomci exulanta Jana Ondřeje Štětiny z Dolního Újezda (č. 81?) žijí v různých částech světa. Jedním z jeho potomků byl Edward Reilly Stettinius Jr. (22. října 1900 – 31. října 1949), ministr zahraničí USA (1944–1945) a velvyslanec zastupující USA v OSN (1945–1946).

## Spolky – historie[5]
- Spolek literácký založený v roce 1780 za účelem pěstování chrámového zpěvu.
- Sbor dobrovolných hasičů – založen dne 20. 10. 1885.
- Spořitelní a záložní spolek – založen dne 1. 3. 1899.
- Místní odbor národní Jednoty Severočeské – založen dne 10. 12. 1897.
- Tělocvičná jednota „Sokol“ – založen dne 7. 10. 1911.
- Tělocvičná jednota „Orel“ – založen roku 1911.
- Odbočka sdružení Katolických zemědělců – založena roku 1910.
- Pojišťovna hovězího dobytka – založena asi roku 1898.
- Družstvo pro držení plemenných býků – činný od roku 1919.
- Divadelní kroužek tělocviční jednoty Sokol ve dvacátých letech 20. století ročně hrával 3 až 5 divadelních inscenací v průběhu roku
- Divadelní Místní skupina katolické mládeže – v roce 1927 sehrány tři divadelní inscenace a v následujících letech sehráno kolem čtyř inscenací ročně

#### Starostové[5]
- 1886–1889 Rubek Jan
- 28. 4. 1889 – 17. 2. 1892 Matouš Jan
- 1892 – 1895 Prokop Jan
- 28. 2. 1895 – 28. 2. 1898 Kočí Josef
- 1898 – 1901 Rubek Jan
- 6. 3. 1901 – 3. 1. 1903 Matouš Jan
- 1919 – listopad 1920 Vomočil Jan
- listopad 1920 – duben 1921 Voříšek Jan
- duben 1921 – 7. 10. 1924 Zavoral Josef
- říjen 1924 Nováček Jan
- říjen 1924 – 1927 Zavoral Josef
- 1927 – Kalibán Josef

## Příroda

### Mykologie
Mykologický klub Dolní Újezd vznikl v roce 2014. Každoročně pořádá podzimní výstavu hub, mykologickou poradnu pro veřejnost, mykologické vycházky, mykologický průzkum okolních lesů, vzdělávací schůzky mykologů a veřejnosti atd. Řada členů se věnuje léčivým účinkům hub. Jak uvádí Josef Černý a Klára Zerzánová, v roce 2022 bylo ve Vysokém lese nalezeno 346 druhů hub.

### Ornitologie
V letech 1992–1995 provedl Jiří Reif, pozorování hnízdění ptáků na hřbitově v Dolním Újezdě. V uvedeném období zde hnízdilo celkem 16 druhů ptáků z toho 6 druhů pravidelně. Sledované druhy: zvonek zelený (21 hnízd v letech 1992–1995), zvonohlík zahradní (12 hnízd), pěnkava obecná, kos černý, hrdlička zahradní (po 8 hnízdech), konopka obecná, strnad obecný (po 7 hnízdech), pěnice pokřovní (6 hnízd), rehek domácí (5 hnízd), konipas bílý, budníček menší, sýkora modřinka, stehlík obecný (po 3 hnízech), lejsek šedý (2 hnízda), sedmihlásek hajní, sýkora koňadra (po 1 hnízdě).

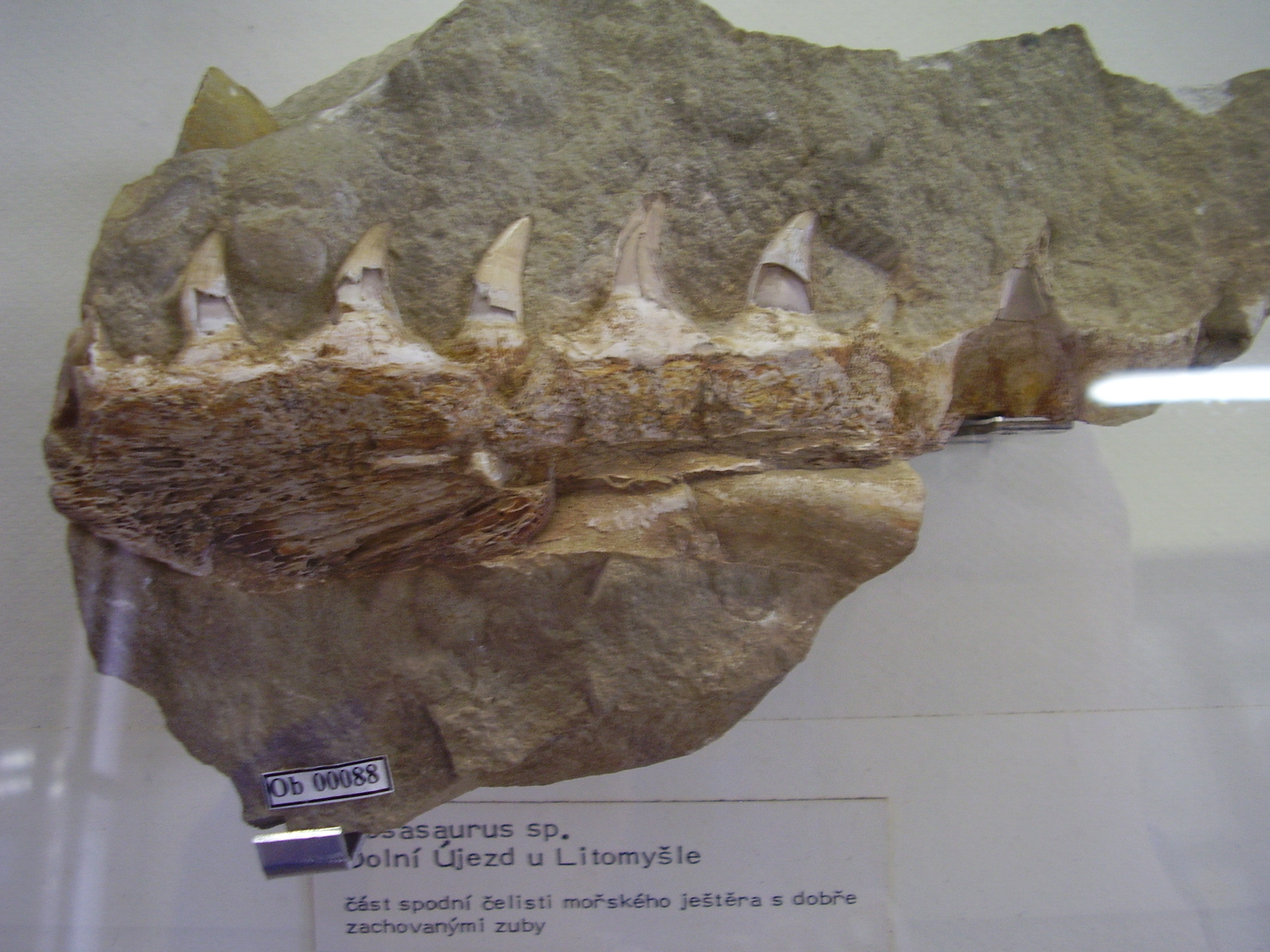
Fragment čelisti mosasaura z Dolního Újezda u Litomyšle

### Přírodovědné zajímavosti
Při rozebírání opukové zdi jednoho stavení ve vsi byla v roce 1960 náhodně objevena malá část čelisti druhohorního dravého mořského plaza – mosasaura. Jedná se dosud o jedinou prokazatelnou fosilii mosasaurida z našeho území. Dnes je tato asi 90 milionů let stará fosilie uložena ve sbírkách Národního Muzea v Praze.